# Роды литературы
Роды́ литерату́ры — это крупные объединения словесно-художественных произведений по типу отношения высказывающегося («носителя речи») к художественному целому. Выделяются 3 основных рода:
- драма;
- лирика;
- эпос.

Также существует ещё один род литературы, имеющий пересечение двух родов: лиро-эпос - вид художественного произведения, в котором сочетается эпическое и лирическое изображение жизни.
Данное разделение возводят к «Поэтике» Аристотеля:

…подражать в одном и том же и одному и тому же можно, рассказывая о событии, как о чём-то отдельном от себя, как это делает Гомер, или же так, что подражающий остаётся сам собой, не изменяя своего лица, или представляя всех воображаемых лиц, как действующих и деятельных…

Однако Жерар Женетт в своей работе «Введение в архитекст» называет это распространённое мнение «ретроспективной иллюзией» и показывает, что на самом деле это эстетическая концепция XVIII века (прежде всего аббата Баттё), безосновательно апеллирующая к авторитету Аристотеля:

…сравнительно недавно возникшая теория «трёх основных литературных родов», присвоив себе столь далёких предков, не только приписывает себе древнее происхождение, а значит, наделяется видимостью или презумпцией вечности и тем самым самоочевидности, — но и подтягивает под три своих литературных рода то естественное основание, которое было разработано Аристотелем, а до него Платоном, совсем для других вещей и, наверное, с большим правом.